# Lion Beqiri
Lion Beqiri, född 27 maj 2006, är en svensk fotbollsspelare som spelar för BK Häcken.

## Karriär
Beqiri har spelat ungdomsfotboll i IFK Göteborg. I januari 2024 meddelade IFK Göteborg att Beqiri var tillgänglig för spel i samarbetsklubben Västra Frölunda IF under säsongen 2024. Han debuterade den 28 mars och gjorde två mål för Västra Frölunda i en 3–2-vinst över Landvetter IS i division 2. Fyra dagar senare, den 1 april, gjorde Beqiri allsvensk debut för IFK Göteborg då han blev inbytt i den 87:e minuten i en 4–1-förlust mot Djurgårdens IF.